# Helcogramma obtusirostre
 Helcogramma obtusirostre és una espècie de peix de la família dels tripterígids i de l'ordre dels perciformes.

## Morfologia
- Els adults poden assolir 45 cm de longitud total.
- Nombre de vèrtebres: 35-36.[3]

## Depredadors
Al Japó és depredat per Fistularia commersonii.

## Hàbitat
És un peix marí de clima tropical que viu fins als 30 m de fondària.

## Distribució geogràfica
Es troba des de la Mar Roja fins a Transkei (Sud-àfrica) i el Pacífic occidental. També es troba a l'Atlàntic sud-oriental: illa de l'Ascensió i Santa Helena.